# アストゥリアス空港

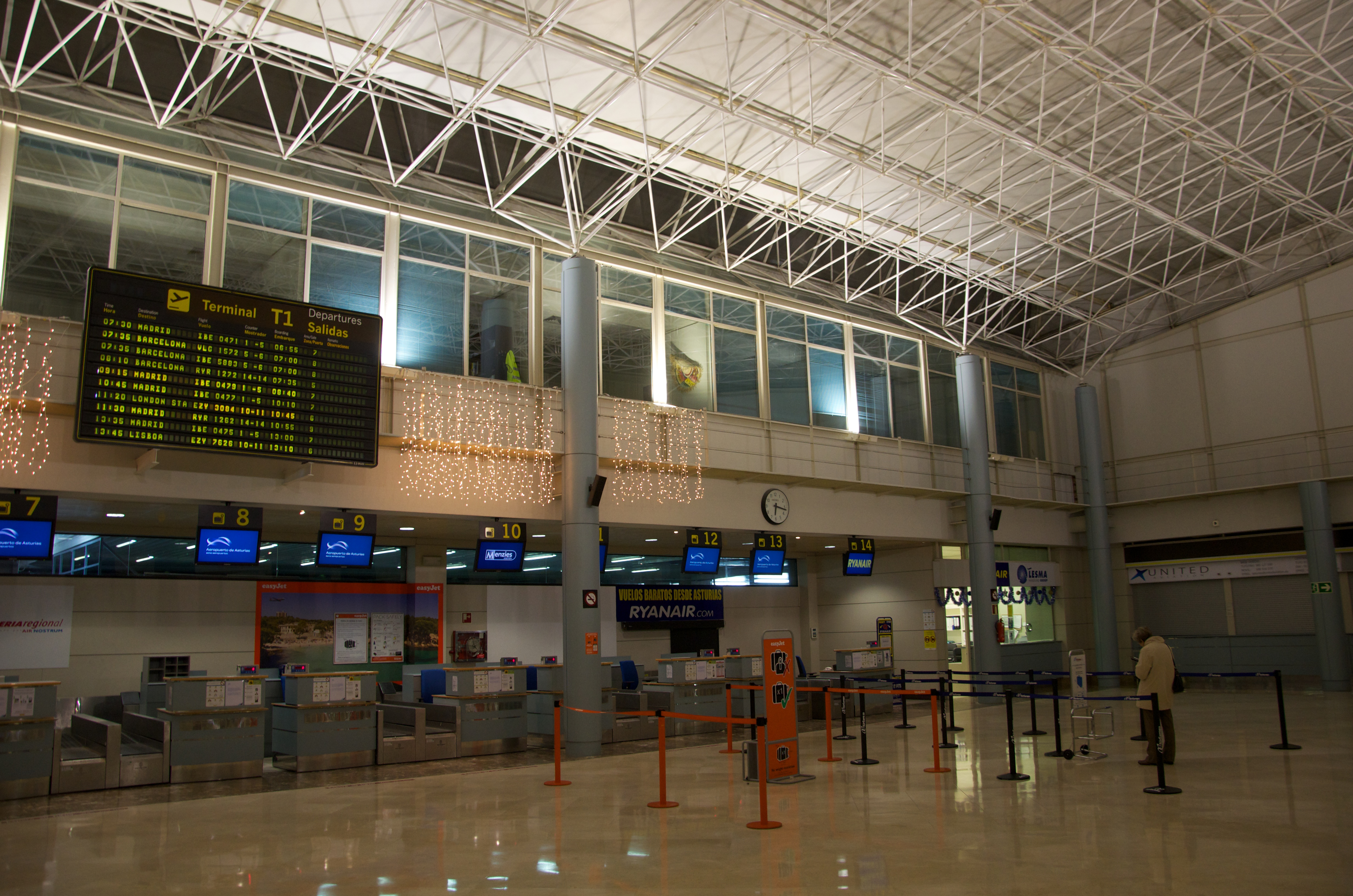
チェックインロビー

アストゥリアス空港(スペイン語: Aeropuerto de Asturias, (IATA: OVD, ICAO: LEAS))は、スペイン・アストゥリアス州カストリジョンにある国際空港。アストゥリアス州唯一の国際空港である。国内線が優勢だが、季節運航の国際線も存在する。2012年の旅客数は1,309,640人であり、発着便数は13,252便だった。空港はカストリジョンのサンティアゴ・デル・モンテに位置し、アビレスからは15km、ヒホンからは40km、州都オビエドからは47kmである。2,200mの滑走路1本を有している。

## 歴史
1968年6月11日に開港した。初の商業便はマドリードとの間に開設され、すぐにビルバオ経由でのサンティアゴ・デ・コンポステーラ便やバルセロナ便も開設された。1980年代初頭には、スペインで開催される1982 FIFAワールドカップのために初の大規模な拡張が行われた。1982年にはエプロンの面積が2倍に拡大され、チェックインカウンターが1台から6台に増設され、2台の搭乗ゲートと2台の到着ゲート、カフェテリア＝レストラン、売店が新設された。2003年にも一連の改良が行われ、より多くの旅客と旅客機を処理することが可能となった。2階部分の増築工事が行われてボーディング・ブリッジが導入され、旅客はターミナルビルから歩いて旅客機に乗り込むことができるようになった。

## 就航会社と就航地
出典 : アストゥリアス空港公式サイト
| 航空会社               | 就航地 |
| ---------------------- | --- |
| エア・ノストラム       | マドリード＝バラハス |
| ビンター・カナリア     | グラン・カナリア、テネリフェ・ノルテ |
| イベリア航空           | マドリード＝バラハス |
| イベリア・エクスプレス | テネリフェ・ノルテ |
| ルフトハンザドイツ航空 | フランクフルト、ミュンヘン |
| ライアンエアー         | ブリュッセル＝シャルルロワ、ヴェーツェ（デュッセルドルフ）、ロンドン＝スタンステッド |
| ライアンエアーUK       | ロンドン＝スタンステッド |
| ボロテア               | アリカンテ、バルセロナ、フエルテベントゥラ、グラン・カナリア、グラナダ、イビサ、ランサローテ、リスボン、マラガ、メノルカ、ミラノ＝ベルガモ、ムルシア、パルマ・デ・マヨルカ、セビリア、テネリフェ・スール、バレンシア、ヴェネツィア |
| ブエリング航空         | アムステルダム＝スキポール、バルセロナ、グラン・カナリア、ランサローテ、ロンドン＝ガトウィック、マラガ、パルマ・デ・マヨルカ、パリ＝オルリー、テネリフェ・ノルテ                                                                   |

## 統計
- 太字はこの期間中最高の値

| 年   | 旅客数（人） | 貨物(kg) | 発着回数（回） |
| ---- | ------------ | -------- | -------------- |
| 2001 | 816,087      | 641,241  | 12,526         |
| 2002 | 774,317      | 577,235  | 12,036         |
| 2003 | 839,814      | 484,441  | 12,867         |
| 2004 | 943,992      | 420,256  | 14,198         |
| 2005 | 1,251,495    | 230,201  | 17,535         |
| 2006 | 1,353,030    | 199,437  | 17,987         |
| 2007 | 1,560,830    | 196,741  | 19,148         |
| 2008 | 1,530,248    | 139,455  | 18,371         |
| 2009 | 1,316,088    | 113,149  | 16,033         |
| 2010 | 1,355,364    | 110,645  | 16,538         |
| 2011 | 1,339,010    | 136,772  | 15,349         |
| 2012 | 1,309,640    | 101,782  | 13,252         |
| 2013 | 1,039,409    | 94,361   | 10,407         |

## アクセス
A-8道路とN-632国道でアクセスすることができる。ALSAがアストゥリアス空港とアビレス、ヒホン、オビエドの間に路線バスを運行しており、途中にはピエドラス・ブランカスやサリーナスなどの停留所がある。タクシーも利用可能である。